# Sudbury Valley School
Sudbury Valley School és el nom d'una escola estatunidenca fundada el 1968 que aplica els principis de l'escola nova, i per extensió, el nom que reben tots els centres educatius que comparteixen el mateix ideari. La filosofia educativa Sudbury es basa en els següents punts:
- absència de currículum educatiu predeterminat, són els estudiants els que lliurement trien què volen aprendre en cada moment segons els seus interessos[1]
- els alumnes no se separen ni per edats, ni per grups fixes ni per horaris, sinó que conviuen agrupant-se en cada moment segons l'activitat triada
- les escoles es governen de manera democràtica per una assemblea on participen per igual alumnes i professors, la qual decideix sobre qüestions com normes de convivència, administració del pressupost, organització diària o conflictes de relació
- absència d'avaluació formal amb qualificacions escolars
- preponderància del joc com a activitat natural dels infants per aprendre i socialitzar-se

Les escoles Sudbury han inspirat el funcionament de moltes altres escoles lliures o democràtiques, basades en la motivació i l'autonomia dels estudiants.